# Los Angeles Open 1976
Il Los Angeles Open 1976 è stato un torneo di tennis giocato sul sintetico indoor a Los Angeles negli Stati Uniti. È stata la 50ª edizione del torneo, che fa parte del Commercial Union Assurance Grand Prix 1976. Si è giocato dal 20 al 26 settembre 1976.

## Partecipanti

### Teste di serie
| Nazionalità   | Giocatore       | Ranking | Testa di serie |
| ------------- | --------------- | ------- | -------------- |
| Stati Uniti   | Jimmy Connors   | 1       | 1              |
| Argentina     | Guillermo Vilas | 3       | 2              |
| Romania       | Ilie Năstase    | 7       | 3              |
| Stati Uniti   | Arthur Ashe     | 2       | 4              |
| Messico       | Raúl Ramírez    | 10      | 5              |
| Stati Uniti   | Eddie Dibbs     | 8       | 6              |
| Stati Uniti   | Harold Solomon  | 12      | 7              |
| Stati Uniti   | Roscoe Tanner   | 13      | 8              |
| Stati Uniti   | Stan Smith      | 24      | 9              |
| Stati Uniti   | Brian Gottfried | 17      | 10             |
| Stati Uniti   | Dick Stockton   | 26      | 11             |
| Stati Uniti   | Robert Lutz     | 18      | 12             |
| Cile          | Jaime Fillol    | 15      | 13             |
| Nuova Zelanda | Onny Parun      | 29      | 14             |
| India         | Vijay Amritraj  | 23      | 15             |
| Stati Uniti   | Sandy Mayer     | n/a     | 16             |

## Campioni

### Singolare
Brian Gottfried ha battuto in finale  Arthur Ashe con il punteggio di 6–2 6–2

### Doppio
Robert Lutz /  Stan Smith hanno battuto in finale  Arthur Ashe /  Charlie Pasarell con il punteggio di 6–2, 3–6, 6–3